# 96º in the Shade
| Recensione   | Giudizio      |
| ------------ | ------------- |
| AllMusic     | [ 1 ]         |
| Sputnikmusic | 5.0 (Classic) |

96º in the Shade è il secondo album discografico dei Third World, pubblicato dall'etichetta discografica Island Records nel 1977.
La formazione, rispetto al disco precedente, subisce un cambiamento, entra il cantante William Clarke (soprannominato Bunny Rugs) e un nuovo batterista, Willie Roots Stewart.
L'album fa conoscere ad un pubblico più ampio la musica della band, favorevoli consensi da buona parte della critica musicale.

## Tracce
Lato A
1. Jah Glory – 5:13 (Michael Ibo Cooper, Steven Cat Coore, William Clarke)
2. Tribal War – 3:46 (Irving Carrot Jarrett, Michael Ibo Cooper, Richie Daley, Steven Cat Coore, William Clarke, Willie Stewart)
3. Dreamland – 3:35 (Bunny Livingstone)
4. Feel a Little Better – 3:49 (Michael Ibo Cooper, Steven Cat Coore, William Clarke)

Lato B
1. Human Market Place – 4:32 (Michael Ibo Cooper, Steven Cat Coore, William Clarke)
2. Third World Man – 3:31 (Irving Carrot Jarrett, Michael Ibo Cooper, Richie Daley, Steven Cat Coore, William Clarke, Willie Stewart)
3. 1865 (96º in the Shade) – 4:27 (Michael Ibo Cooper, Steven Cat Coore, William Clarke)
4. Rhythm of Life – 4:13 (Michael Ibo Cooper)

## Formazione
- Bunny Rugs (William Clarke) - voce solista
- Steven Cat Coore - chitarra solista
- Michael Ibo Cooper - tastiere
- Richard Richie Daley - basso
- William Willie Stewart - batteria
- Irving Carrot Jarrett - percussioni
- Irving Carrot Jarrett - effetti sonori di sottofondo (brano: Human Market Place)

Musicisti aggiunti:
- Chris Wood - sassofono soprano (brano: Feel a Little Better)
- Donald Satta Manning - voce (brano: Rhythm of Life)